# Rajko Đurić
 Rajko Đurić (ur. 3 października 1947 w Malo Orašje, zm. 2 listopada 2020 w Belgradzie) – serbski pisarz i polityk pochodzenia romskiego. 

## Życiorys
Urodził się 3 października 1947 roku w Malo Orašje. Studiował filozofię i teologię na Uniwersytecie w Belgradzie. W 1991 roku przeprowadził się do Berlina, aby uniknąć udziału w wojnach, które wybuchły po rozpadzie Jugosławii. Przed przeprowadzką pracował w gazecie Politika. Przez pewien czas był przewodniczącym Międzynarodowej Unii Romów. Napisał ponad 500 artykułów i 34 książki; współpracował przy powstaniu filmu Spotkałem nawet szczęśliwych Cyganów, był współscenarzystą filmu Czas Cyganów. W 2007 roku został wybrany do Zgromadzenia Narodowego Republiki Serbii, był kandydatem Związku Romów Serbii. W wyborach w 2008 roku ponownie kandydował do zgromadzenia, jednak nie został wybrany. Zmarł 2 listopada 2020 roku w Belgradzie.
W 2002 roku otrzymał nagrodę im. Kurta Tucholsky'ego przyznawaną przez szwedzki PEN Club.